# 愛德華-亨利·阿夫里爾
愛德華-亨利·阿夫里爾（Édouard-Henri Avril，1849年5月21日—1928年7月28日）是一个法国画家和商业绘画艺术家。他使用保羅·阿夫里爾（Paul Avril）的笔名绘制了大量的情色文学的插图。

## 生平
阿夫里尔出生于阿尔及尔，在诸多巴黎沙龙里接触艺术。1874年至1878年，进入巴黎的法國美術學院学习。他初次使用笔名保罗·阿夫里尔是為泰奧菲爾·戈蒂耶的小说《Fortunio》绘制插图。在接受更多的主流作家和当时时兴的“galante literature”（一种色情文学）作者委派的任务后，他开始声名鹊起。一般来说，这些低廉版本的书在编排好后依赖订阅来发行。
阿夫里尔的作品发表在：古斯塔夫·福樓拜的《薩朗波》，Gautier'的《Le Roi Caundale》，約翰·克里蘭德的《浪女回憶錄》，Jean Baptiste Louvet de Couvray的《Adventures of the Chevalier de Faublas》，Mario Uchard的《Mon Oncle Barbassou（scenes in a harem）》，Jules Michelet的《The Madam》，Hector France的《Musk》和《Hashish and Blood》，Pietro Aretino的作品，还有佚名发表的女同性恋小说《Gamiani》。他的主要作品被收集于一个德国学者Friedrich Karl Forberg的《De Figuris Veneris: A Manual of Classical Erotica》书中。
1928年，阿夫里尔逝世於勒蘭西。

## 画作

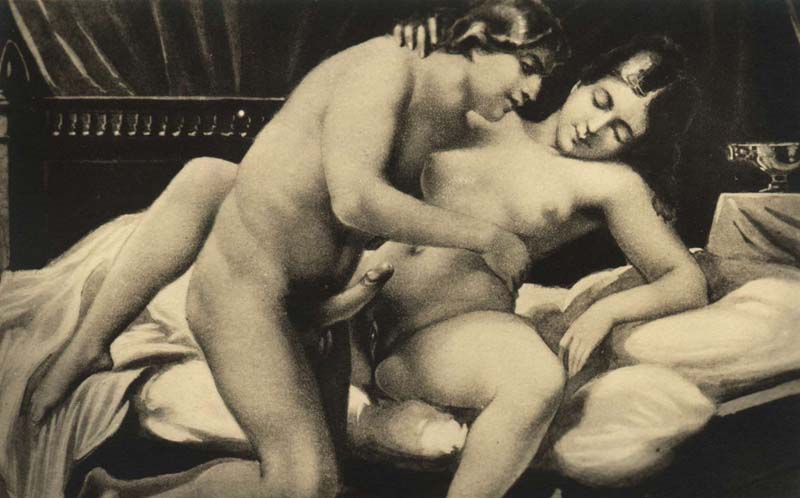
Les Sonnetts Luxurieux (1892) de Pietro Aretino
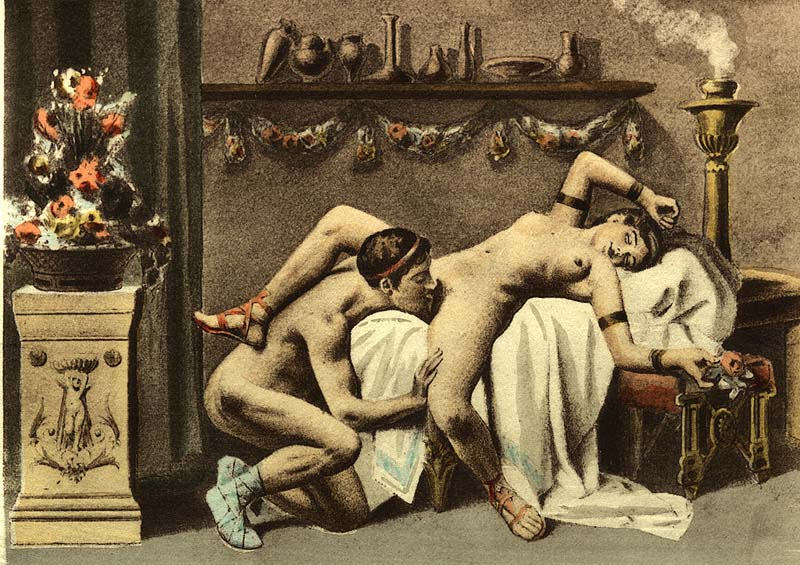
interior illustration for De Figuris Veneris（英语：De_Figuris_Veneris）
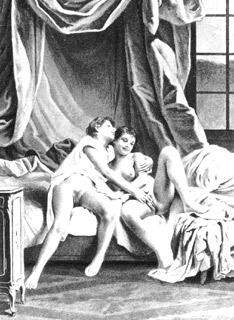
Histoire de Saturnin 1908
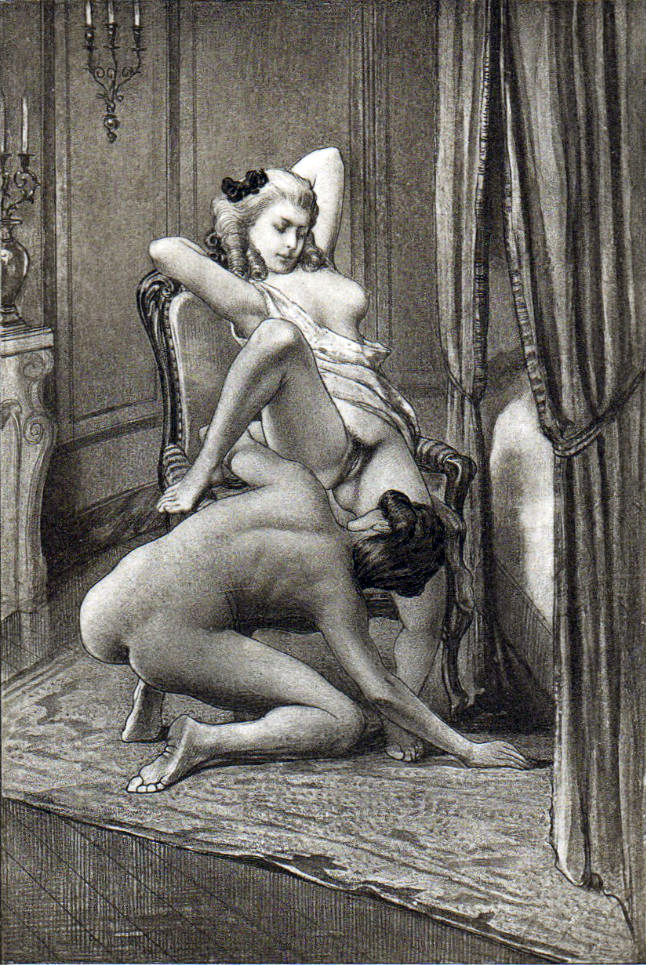
illustration for Fanny Hill: "Les charmes de Fanny exposés"
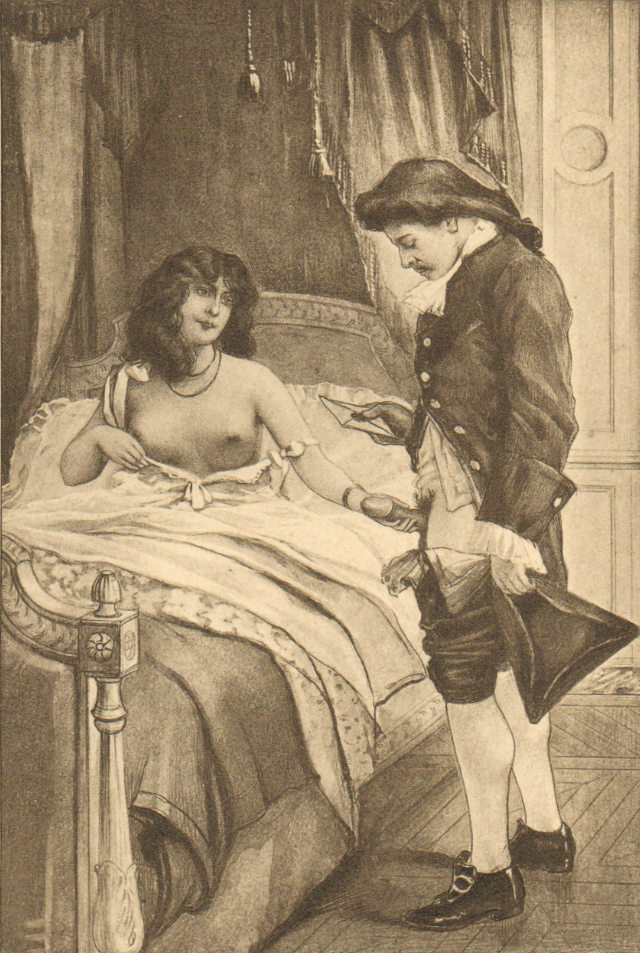
illustration for Fanny Hill: "Fanny emboldens William"
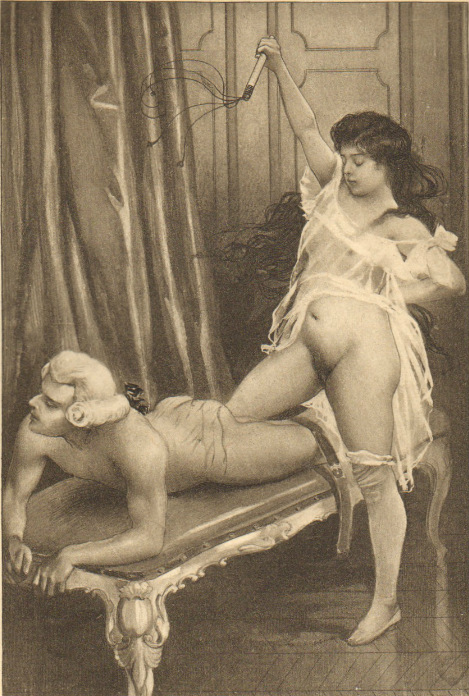
摑打屁股
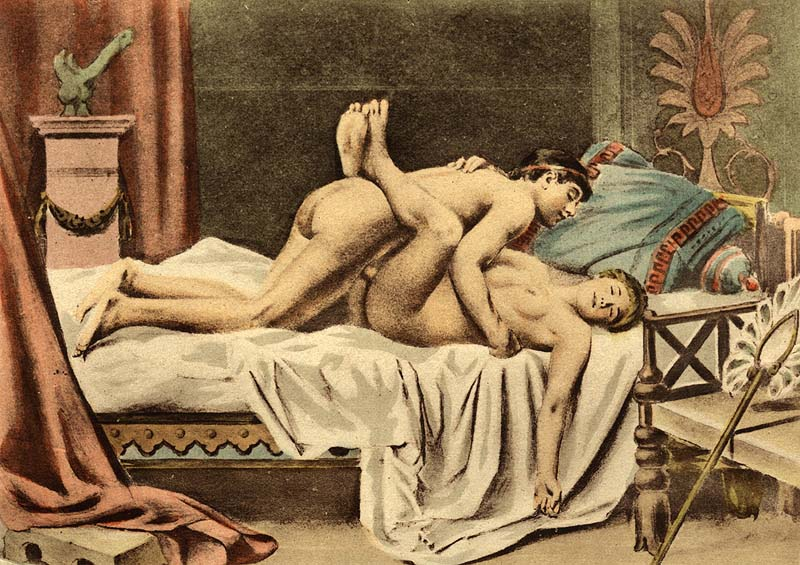
性交体位之一
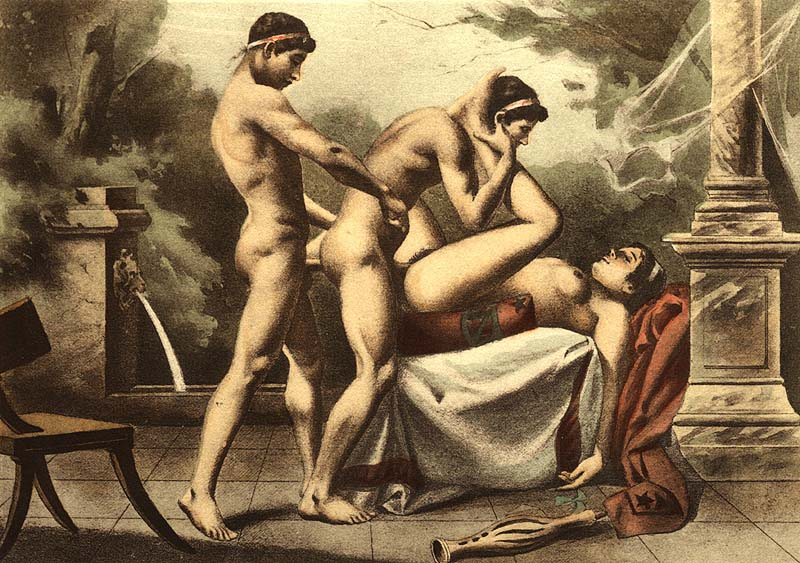
Plate XVIII from "De Figuris Veneris"